# Acétate de titane(IV)
L’acétate de titane(IV), ou tétraacétate de titane, est un composé chimique de formule Ti(O2CCH3)4. La réalité de cette structure idéale est discutée depuis le milieu du XXe siècle. Divers complexes oxo d'acétate de titane ont été préparés par réaction d'alcoolates de titane avec de l'acide acétique CH3COOH. L'acétate de titane(IV) a par exemple été utilisé comme précurseur pour l'obtention de fibres de dioxyde de titane TiO2 par procédé sol-gel ou de couches minces ferroélectriques de titanate de bismuth Bi4Ti3O12,,.